# Miguel Battaglia
Michele "Miguel" Battaglia (Cerami — São Paulo) foi um alfaiate[carece de fontes?] italiano radicado no Brasil que se destacou por ter sido um dos sócios-fundadores e primeiro presidente da história do Sport Club Corinthians Paulista.
Em 1 de setembro de 1910 Rafael Perrone, Joaquim Ambrosio, Anselmo Correa, Carlos da Silva e o português Antônio Pereira fundaram o Sport Club Corinthians Paulista. O clube ainda contou com o fundamental apoio de mais oito pessoas (consideradas sócios-fundadores do Corinthians): Miguel Battaglia (1º Presidente), Alexandre Magnani (2º Presidente), Salvador Lopomo, Antonio Vizzone, Emilio Lotito, Antônio Nunes, César Nunes e o inglês Jorge Campbell.
| “ | O Corinthians vai ser o time do povo e o povo é quem vai fazer o time. | ” |

Com essa contundente frase o italiano Miguel Battaglia definiu o Sport Club Corinthians Paulista e é da frase de sua autoria que vem o lema do clube: "O Time do Povo". Entusiasta da ideia de um clube de futebol popular, Miguel Battaglia, foi o escolhido para ser o primeiro presidente do Sport Club Corinthians Paulista, na época um pequeno clube de futebol fundado no Bom Retiro, que estava ficando famoso por ser o clube que unia e representava os imigrantes das mais diversas colônias que viviam em São Paulo.
O Corinthians Paulista, dava os seus primeiros passos no bairro do Bom Retiro e poucos anos após a sua fundação já tentava ingressar na Liga Profissional de Futebol, que era majoritariamente disputada por clubes de membros da elite paulista como: São Paulo Athletic Club, Clube Atlético Paulistano, Associação Atlética das Palmeiras, Associação Atlética Mackenzie College e outros tradicionais clubes do futebol paulista.
Battaglia ficou conhecido pela vontade e coragem de não desistir do sonho de um clube popular que representasse os imigrantes, que naquele momento não eram aceitos nos times de futebol de São Paulo, pois esses clubes só aceitavam os ricos e membros da elite.
O irmão de Miguel Battaglia, o barbeiro Salvatore (Salvador) Battaglia, também foi outro nome importante na história do Corinthians. Era na sua barbearia, localizada entre a rua dos Italianos e rua Julio Conceição, que o primeiro grupo de fundadores e associados do clube se reuniam para discutir os futuros passos do Corinthians Paulista. A primeira diretoria do Corinthians ficou assim constituída:
- Presidente: Miguel Battaglia
- Vice-presidente: Alexandre Magnani
- Primeiro secretário: Antonio A. Nunes
- Segundo secretário: João Spina
- Primeiro tesoureiro: João da Silva
- Segundo tesoureiro: Salvador Lopomo
- Capitão: Rafael Perrone
- Primeiro fiscal: Joaquim Fernandes
- Segundo fiscal: Anselmo Correia
- Procurador: Filipe Aversa Valente[3]